# Antiblockiersystem
Das Antiblockiersystem (ABS) ist ein technisches System für mehr Fahrsicherheit und weniger Verschleiß an den Laufflächen der Reifen. In der deutschen und auch schweizerischen StVZO heißt es Automatischer Blockierverhinderer (ABV), in Österreich (Kraftfahrgesetz 1967) Antiblockiervorrichtung. Eingesetzt wird es vorwiegend in Kraftfahrzeugen, aber auch in Eisenbahnen und Flugzeugfahrwerken.
ABS wirkt beim Bremsen des Kraftfahrzeugs einem möglichen Blockieren der Räder durch Reduzierung des Bremsdrucks entgegen. Hierdurch ermöglicht es beim Bremsen von Straßenfahrzeugen und Flugzeugen einen Erhalt der Lenkbarkeit und Spurtreue. Außerdem kann das System über die Regelung des Radschlupfs den Bremsweg auf nasser Straße verkürzen. Auf trockener Straße oder losem Untergrund – zum Beispiel Schotter oder Schnee – kann sich der Bremsweg dagegen verlängern. Das bei Eisenbahnen „Gleitschutz“ genannte System soll die Bildung von Flachstellen an den Rädern verhindern. Diese verursachen ein charakteristisches Schlaggeräusch während der Fahrt.

## Geschichte
Im Jahre 1903 meldete der Franzose Paul Hallot ein Patent für einen Bremskraftregler für Eisenbahnfahrzeuge an. 1928 erhielt Karl Wessel ein Patent (Nr. 492199) auf einen Bremskraftregler für Kraftfahrzeuge. Ebenso meldete Robert Bosch im Jahre 1936 seine „Vorrichtung zum Verhüten des Festbremsens der Räder von Fahrzeugen“ zum Patent an (Nr. 671925C). 1940 schlug Fritz Ostwald einen elektromechanischen Bremsregler vor, der im Versuch erprobt wurde.
Der erste Einsatz eines Blockierverhinderers wurde in den USA von Vincent Hugo Bendix in der Luftfahrt erprobt. Das Flugzeug sollte nach der Landung beim Bremsen aus hoher Geschwindigkeit in der Spur bleiben. Ab 1952 wurden diverse Militär- und Verkehrsflugzeuge mit dem von Dunlop Rubber entwickelten Maxaret-Anti-Skid ausgerüstet. Im Jahre 1961 meldete die Firma Pohlig-Heckel-Bleichert ein Antiblockiersystem für Drahtseilbahnen an. Erfinder war Gerhard Bachmann (Patent 1252228). Das System sollte das Pendeln der Kabinen beim Abbremsen verhindern. Erstmals kam es zum Einsatz in der Eibseebahn (Zugspitzbahn) und galt als weltweit einmalig.

## Prinzip

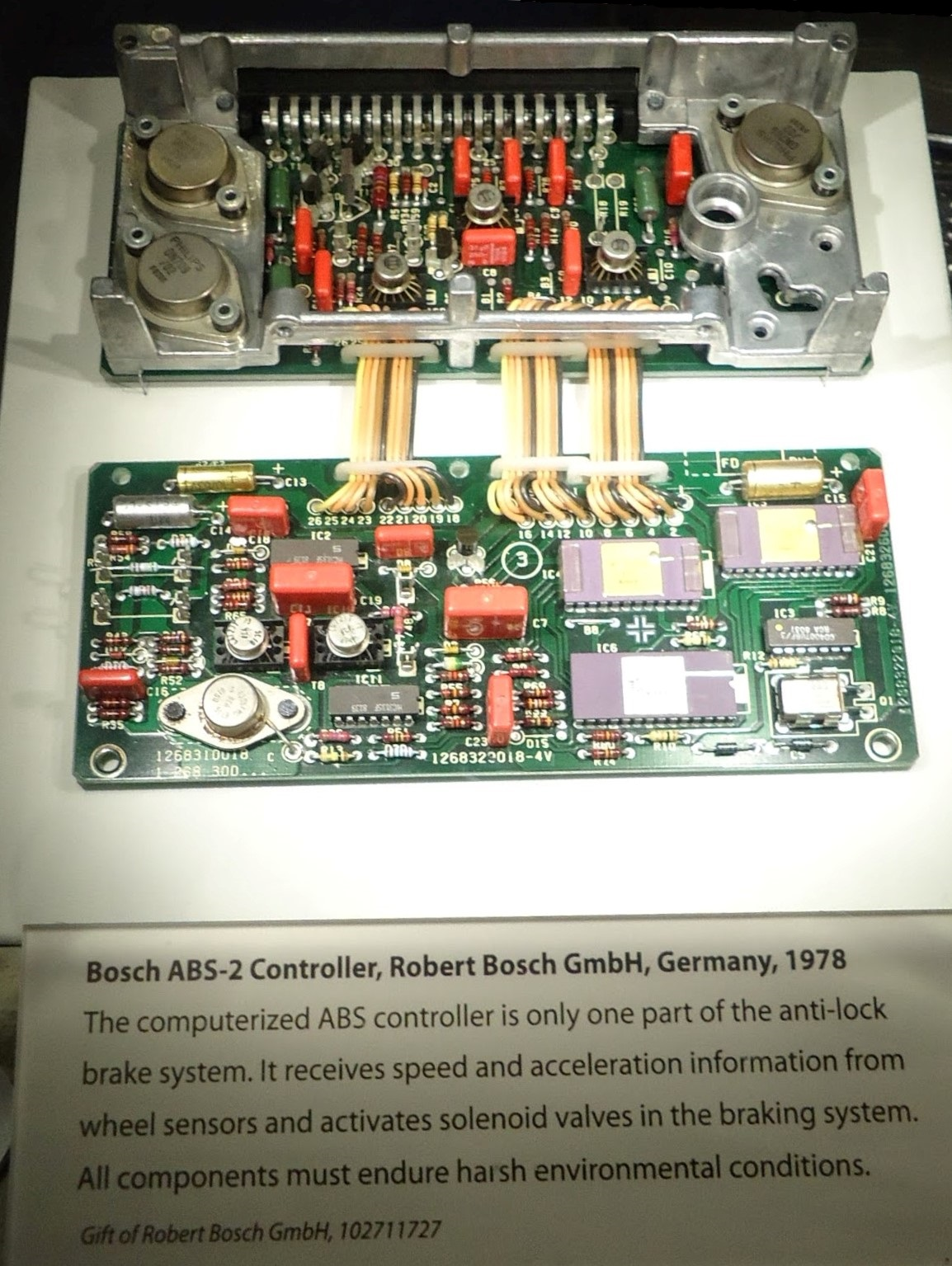
Bosch ABS 2, Steuerung (1978)

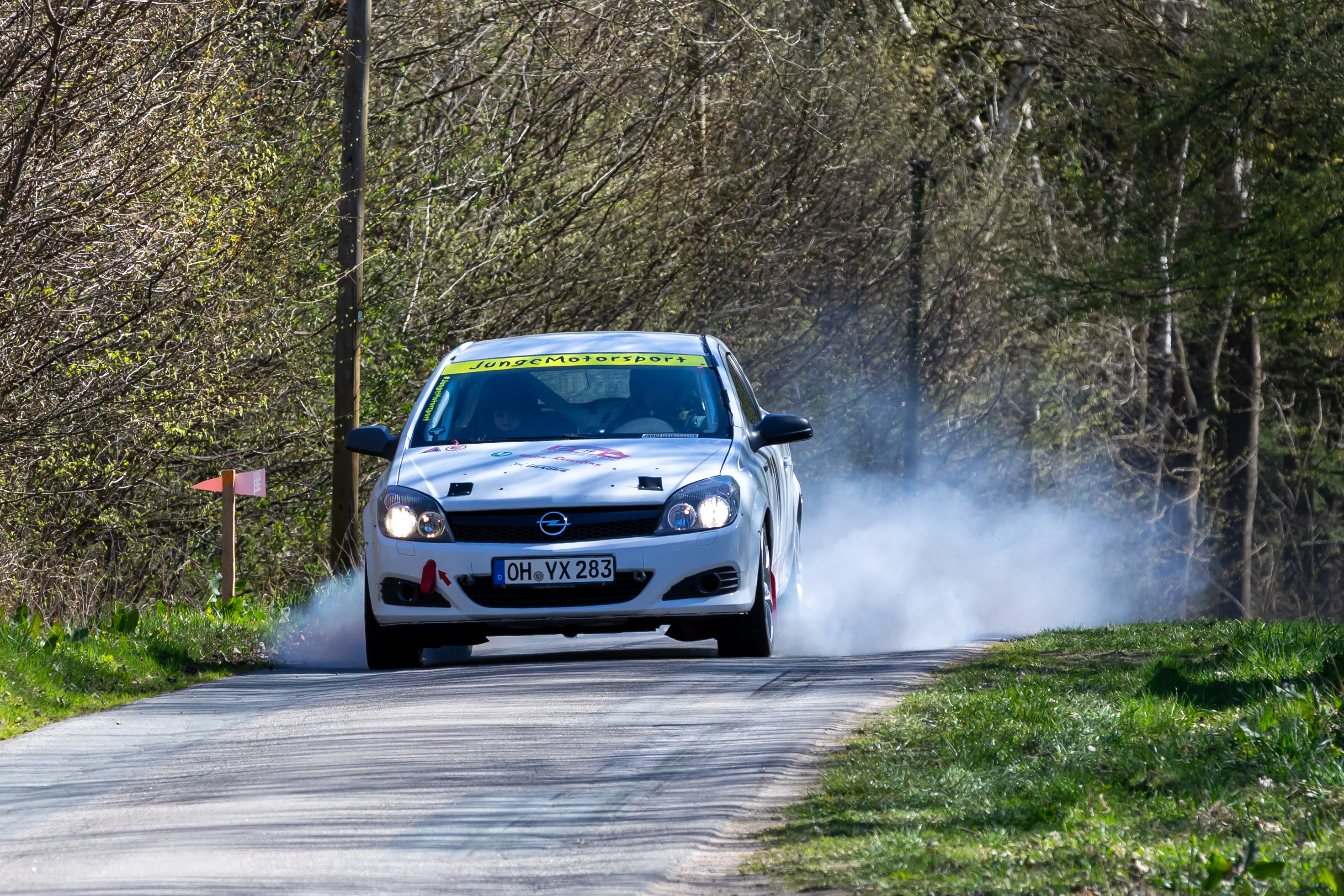
Deaktiviertes ABS bei einem Rallye-Fahrzeug: beide Vorderräder blockieren beim Anbremsen (100 % Schlupf)

Hauptziel des ABS bei Straßenfahrzeugen ist, das anhaltende Blockieren der Reifen zu vermeiden, um das Fahrzeug auch während einer Vollbremsung lenkbar zu halten. Bei Blockieren der Reifen ist keine Übertragung von Seitenkräften möglich, weil das Fahrzeug über die gesamte Aufstandsfläche der Reifen rutscht; ein Lenkeinschlag bewirkt dann keine Richtungsänderung.
Je nach Fahrbahnbeschaffenheit, Reifenzustand und Qualität des ABS kann selbiges zu einer Verkürzung oder aber zu einer Verlängerung des Bremswegs führen im Vergleich zu einem Fahrzeug ohne ABS. Der Sicherheitsgewinn durch Erhalten der Lenkbarkeit überwiegt fast immer gegenüber dem Risiko eines etwas verlängerten Bremsweges.
Die maximale Bremsverzögerung wird in Abhängigkeit von Fahrbahnbeschaffenheit und Reifen bei etwa 8–25 % Schlupf erreicht. 20 % Bremsschlupf bedeuten, dass im selben Zeitraum, in dem das Fahrzeug einen Weg von einem Meter zurücklegt, die Räder nur 0,8 Meter abrollen. Nach dem Erreichen des Bremskraftmaximums – also jenem Schlupfwert, bei dem die höchste Verzögerung erzielt wird – wächst der Schlupf bei sinkender Bremskraft weiter an, bis das Rad schließlich blockiert (= 100 % Bremsschlupf). Im blockierten Zustand wird nur noch über Gleitreibung abgebremst.
Der punktuelle Abrieb am Reifen kann einen Bremsplatten verursachen.

## Aufbau und Wirkungsweise

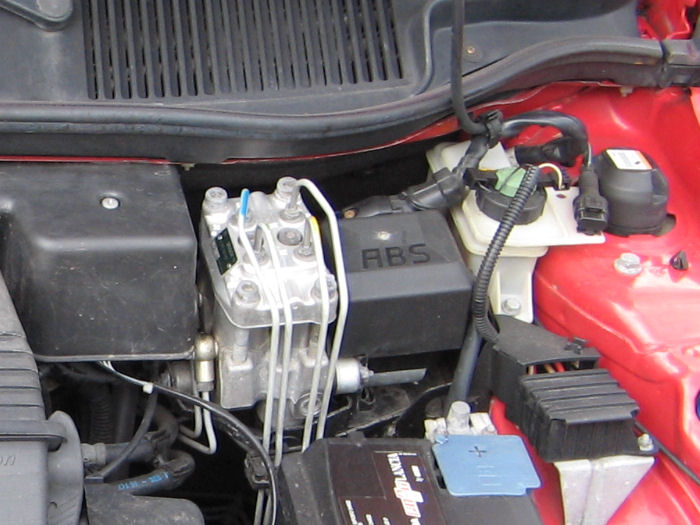
4-Kanal-ABS in einem 1995er Fiat Punto.
Kennzeichen sind die vier einzeln zu den Rädern geführten Bremsleitungen und die elektronische Steuerung rechts unter dem mit „ABS“ beschriebenen Deckel.

Die ersten ABS-Anlagen waren 3-Kanal-Systeme, d. h. der Bremsdruck wurde für die beiden Vorderräder einzeln, für beide Hinterräder gemeinsam gesteuert. Seit vielen Jahren kommen in neu zugelassenen Pkws ausschließlich 4-Kanal-ABS zum Einsatz, die alle Räder einzeln steuern.
Eine ABS-Anlage folgt einem anderen Prinzip als die vorher standardisierten Zweikreisbremsanlagen, bei der aus Sicherheitsgründen (Redundanz) je zwei der vier Radbremszylinder von dem Tandemhauptbremszylinder betätigt wurden. Doppelte Geberzylinder werden aufgrund der hohen Zuverlässigkeit heutiger Systeme hinfällig. Mit einem 4-Kanal-ABS kann in jedem der vier Radbremszylinder der Druck einzeln gemindert werden.

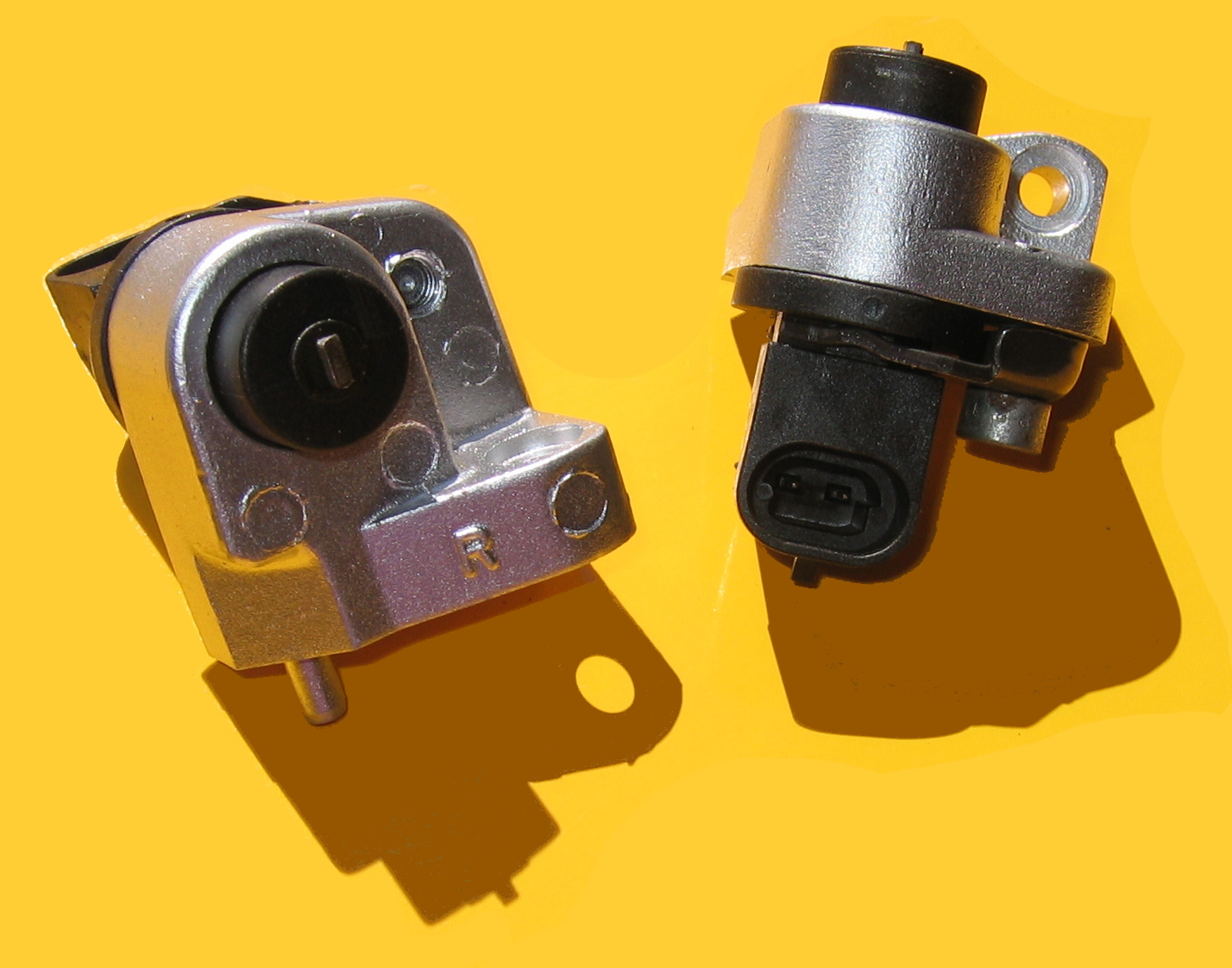
ABS-Sensoren als passive Induktionsgeber.

An jedem Rad sitzt eine Loch- oder Zahnscheibe, die von einem Induktions- oder bei neueren Fahrzeugen einem Hallgeber abgetastet wird. Damit wird die Raddrehzahl gemessen. Bei konstanter Bremskraft verringert sie sich proportional zur verstrichenen Zeit. Die Drehzahl eines Rades nimmt sprunghaft ab, wenn es die Bremskraft nicht mehr auf die Fahrbahn übertragen kann, da es selbst das Bremsmoment aufnehmen muss. Diesen Drehzahlsprung erkennt die Steuereinheit und mindert den Bremsdruck an diesem Rad.
Im hydraulischen Teil des ABS üblicher Konstruktion sind an der zu jedem Rad führenden Druckleitung zwei Magnetventile angebracht. Zuerst sperrt das erste Ventil die Leitung zum Hauptbremszylinder. Sinkt die Drehzahl weiter, so wird mit dem zweiten, im Ruhezustand geschlossenen Ventil Bremsflüssigkeit abgelassen, wobei der Bremsdruck sinkt. Diese Flüssigkeit wird mit einer gleichzeitig anlaufenden elektrischen Pumpe in den Raum und auf das Druckniveau zwischen Hauptbremszylinder und dem ersten Magnetventil zurück gefördert. Ansonsten würde die Flüssigkeit dort fehlen und das Bremspedal würde weiter durchgetreten, wenn das erste Magnetventil nach Drehzahlerhöhung wieder öffnet, das Bremspedal wäre bald ganz durchgetreten und Bremsen nicht mehr möglich. Wenn die Raddrehzahl wieder angestiegen ist, schließt das Ablassventil und das Druckventil öffnet. Dieses Arbeitsspiel wiederholt sich etwa 10 Mal pro Sekunde, bei Motorrädern 15 Mal pro Sekunde. Die Druckerhöhung infolge des Rückpumpens wird am Pedal mit dem Fuß als Vibrieren wahrgenommen. Durch das automatische, schnelle Stottern der Bremsen ruckelt und rattert das Fahrzeug. Gemäß dem Grundkonzept der hydraulischen Trennung in zwei Kreise sind zwei Pumpen vorhanden (oft aber mit nur einem Elektromotor angetrieben).
Bei mäßigem Bremsen im normalen Fahrbetrieb und bei Ausfall des ABS wirkt das Bremssystem wie eine normale Zweikreisanlage. Der Bremsdruck vom Hauptzylinder wirkt über die offenen Leitungen ungemindert auf die Radzylinder. Die beiden Ventile (acht pro Vierradfahrzeug) werden im Ruhezustand mit Federkraft offen (erstes Ventil) beziehungsweise geschlossen (zweites Ventil) gehalten. Die Bremse funktioniert so auch bei Stromausfall.
Die Signale von den Drehzahlgebern verarbeitet eine zentrale Steuereinheit. Unterhalb einer Mindestgeschwindigkeit (etwa 6 km/h) wird das ABS abgeschaltet. Beim Einschalten der Zündung und beim Einschalten des ABS nach Überschreiten der Mindestgeschwindigkeit testet sich das System selbst. Erkannte Fehler werden in einen elektronischen Speicher eingeschrieben, um die Fehlersuche bei Defekten zu erleichtern.
Bei Lkw mit Druckluftbremsanlagen wirkt das ABS nach dem gleichen Prinzip. Da ein Luftkompressor permanent arbeitet, entfallen die Rückförderpumpen für die abgelassene Luft. Die zusätzlichen Ventile befinden sich direkt bei den Radbremszylindern, denn Luftdruckänderungen von einem zentralen Punkt aus über lange Leitungen kämen zu spät bei den Rädern an. Druckänderungen in hydraulischen Systemen haben wesentlich kürzere Laufzeiten. (Höhere Schallgeschwindigkeit in Flüssigkeiten)

## Zusatzfunktionen

### Bremskraftverteilung
Neuere Versionen des ABS übernehmen auch die Bremskraftverteilung (elektronische Bremskraftverteilung – EBV) zwischen Vorder- und Hinterachse (4-Kanal-Systeme) und ersetzen damit früher übliche mechanische Regler (Bremskraftverteiler), die teilweise noch bei Lkw eingebaut werden. Daraus ergeben sich mehrere Vorteile:
- Optimale Ausnutzung des Kraftschlussbeiwertes an beiden Achsen – inkl. diagonaler Radlasten, das sich mit mechanischen Reglern nicht optimal darstellen ließ.
- Schon bei leichten Bremsungen wird die Hinterachse mitgebremst und ein bekanntes Problem beseitigt: Bei der mechanischen Bremskraftverteilung konnte es vorkommen, dass die Bremsscheiben an der Hinterachse zu selten durch das Bremsen gereinigt wurden und so Korrosion an der Oberfläche oder Schmutz die Bremswirkung reduzierte.

Weiterhin gehört zu neueren Systemen auch die Notraderkennung. Noträder haben einen kleineren Abrollumfang und drehen sich daher schneller, so dass das ABS im Falle einer Vollbremsung die Rückmeldung von dessen Drehzahlsensor korrekt verarbeiten kann.
Seit 2014 ist in der EU verpflichtend, dass zusätzlich zum ABS auch eine Fahrdynamikregelung (Electronic Stability Control, ESC) eingebaut ist.

### Giermomentabschwächung

-Split

Wenn sich das Fahrzeug auf einer Fahrbahn mit unterschiedlichen Reibwerten zwischen der rechten und linken Seite befindet (beispielsweise Schnee oder nasses Laub am Fahrbahnrand), würde sich bei einer plötzlichen Vollbremsung ohne ABS ein Moment um die Gierachse zur Seite mit der höheren Haftreibung einstellen (Giermoment), weil die Fahrzeugseite auf dem griffigen Untergrund stärker gebremst wird als die Seite auf dem glatten Untergrund. Bei der Fahrzeugabstimmung des ABS sorgen die Hersteller dafür, dass der Bremsdruck des Rades auf griffigem Untergrund nicht so schnell stark ansteigt, wie es physikalisch möglich wäre. Dadurch erhält der Fahrer zusätzliche Reaktionszeit, um durch Gegenlenken zu reagieren. Die Zeit, die das ABS braucht, um auf griffigem Untergrund zur vollen Bremsleistung zu kommen, ist abhängig von der Herstellerphilosophie. Sie ist bei sportlichen Fahrzeugen üblicherweise kürzer als bei Limousinen. Durch den verlangsamten Aufbau der Bremskraft verlängert sich auch der Bremsweg. Dies wird jedoch angesichts der Vorteile hinsichtlich der Fahrzeugkontrolle in Kauf genommen.
Inzwischen gibt es auch Systeme, welche die Giermomentenabschwächung durch einen automatischen Eingriff in die Lenkung ersetzen. Bei einem aktiven Gegenlenken mittels einer Überlagerungslenkung (Aktivlenkung) entfällt die Verlängerung des Bremsweges durch die Giermomentabschwächung.

### Offroad-ABS
Offroad-ABS ist eine vor allem in Geländewagen angebotene Zusatzfunktion, welche die bisherige systembedingte Bremswegverlängerung auf losem Untergrund weitgehend aufhebt. Durch intervallartiges Blockieren eines oder mehrerer Räder wird die Bremswirkung des Keils genutzt, der sich beim Bremsen vor dem Rad bildet. Auf anderen Fahrbahnbelägen funktioniert das System wie ein herkömmliches ABS. Die Zusatzfunktion wurde 2006 im VW Touareg unter der Bezeichnung ABSplus vorgestellt und ist heute auch bei anderen Herstellern erhältlich. Die geänderte Bremsregelung kann bei einigen Herstellern auch manuell aktiviert werden.

## Fahrzeugeinbau

### Personenkraftwagen
Der erste Pkw mit ABS war der Jensen FF mit mechanischem Dunlop-Maxaret-ABS aus dem Jahr 1966. 1969 rüstete Ford den Lincoln Continental Mark III mit einem nur auf die Hinterräder wirkenden ABS namens Sure-Track Brake System aus; ebenso den Ford Thunderbird. 1969 wurde die erste Generation eines elektronisch gesteuerten Anti-Blockier-Systems auf der Internationalen Automobilausstellung vom amerikanischen Unternehmen ITT Automotive (bis 1967 Alfred Teves) präsentiert. 1970 stand Citroën kurz vor der Markteinführung des Teldix-ABS (Teldix für Telefunken – Bendix), die schließlich aufgrund finanzieller Probleme des Automobilherstellers sowie der ersten Ölkrise scheiterte.
1971 wurde im Nissan President das Electro Anti-lock System eingeführt, ein elektronisches Antiblockiersystem.
Von 1971 bis 1973 bot der Chrysler-Konzern sein Luxusmodell Imperial gegen Aufpreis mit einem Sure Brake genannten elektronischen Antiblockiersystem von Bendix an, das Vorder- und Hinterräder umfasste.
1978 brachte Bosch sein elektronisches ABS auf den Markt; gleichzeitig wurde der Begriff ABS von Bosch rechtlich geschützt. Andere Hersteller bezeichnen ihre Systeme teilweise als ABV (Automatischer Blockierverhinderer). Zunächst war ABS für die S-Klasse W 116 von Mercedes-Benz erhältlich, dann für den BMW 7er der Baureihe E23. 1985 war der Ford Scorpio der erste Großserien-Pkw mit serienmäßigem ABS. Ab 1987 waren bei Volkswagen auch der VW Golf II, Passat III und der Transporter T3 gegen hohe Aufpreise mit dem System erhältlich (Golf: 1800 DM, Passat: 2200 DM, Transporter: 3720 DM, Preise 1989). Ende 2003 hatten etwa 90 Prozent der zugelassenen Neufahrzeuge in Deutschland ABS. Aufgrund einer Selbstverpflichtung der europäischen Automobilindustrie (ACEA) werden seit dem 1. Juli 2004 alle Kraftfahrzeuge mit weniger als 2,5 t zulässigem Gesamtgewicht serienmäßig mit ABS ausgestattet. Die japanischen Automobilverbände haben gleichlautende Verpflichtungen abgegeben.

### Lastkraftwagen
1968 wurde von Graubremse und Rheinstahl-Hanomag ein sogenanntes „Antiblock“-System für Nutzfahrzeuge entwickelt. Mercedes-Benz bietet seit 1981 das ABS für Druckluftbremsen an, entwickelt zusammen mit der Firma WABCO. Seit 1987 sind alle Reisebusse und seit 1991 auch alle LKW mit ABS ausgerüstet. Seit Januar 1991 dürfen LKW mit über 3,5 t zulässigem Gesamtgewicht und Busse mit mehr als acht Sitzplätzen nur noch mit ABS zugelassen werden.

### Motorräder

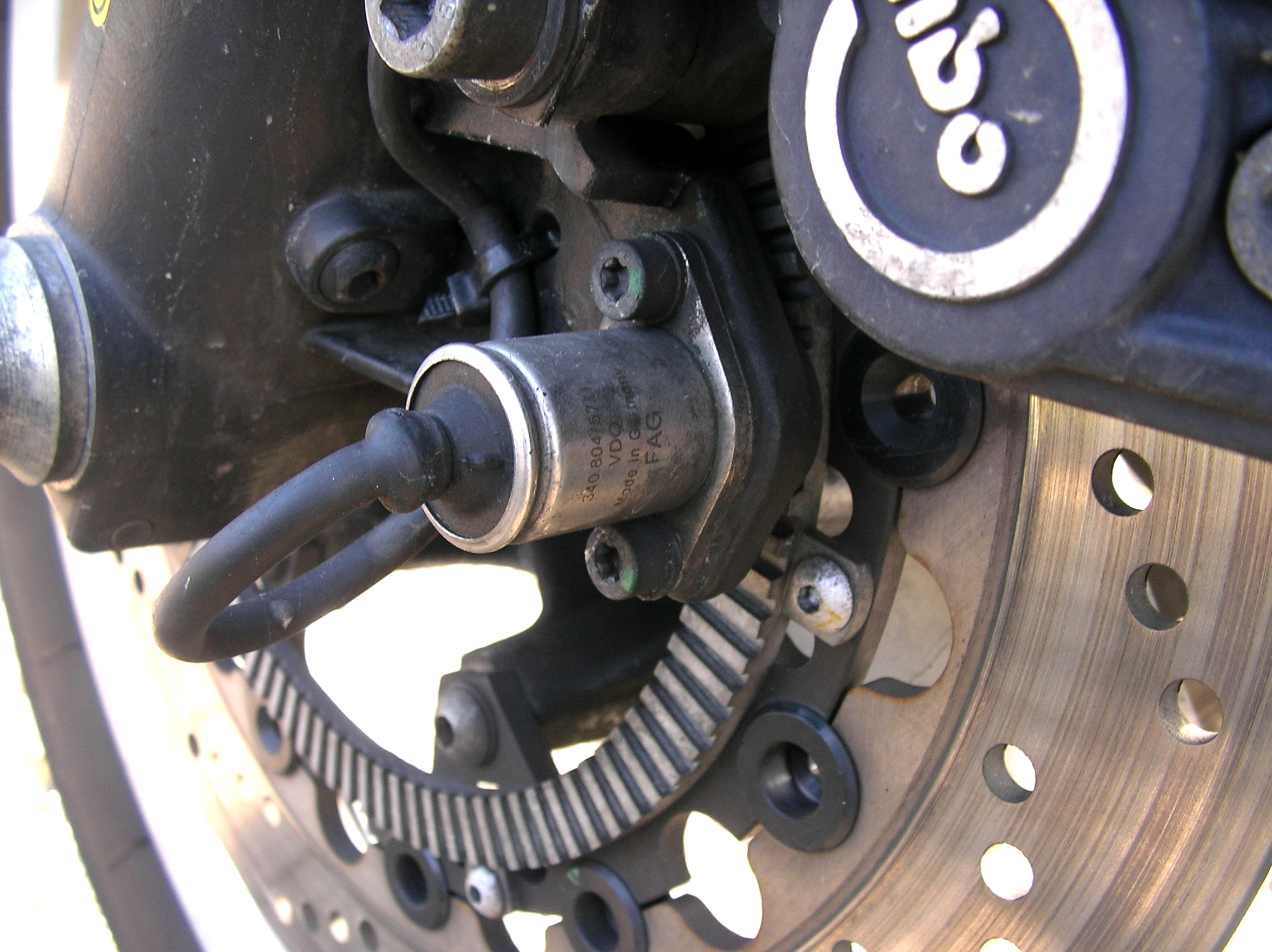
ABS-Vorderradsensor einer BMW K 1100 LT

1985 wurde von Lucas Girling das erste ABS für Motorräder vorgestellt. Der erste Serien-Hersteller war die Firma FTE automotive mit Sitz in Ebern/Unterfranken (damals noch eine Sparte der Firma FAG Kugelfischer). Dessen ABS wurde 1988 zuerst bei den BMW-K-Modellen als Option eingeführt und kostete damals 1980 DM Aufpreis.
Seit 1. Januar 2016 ist für neue Motorradtypen über 125 cm³ Hubraum und über 11 kW Leistung durch die EU-Verordnung 168/2013/EU ein serienmäßiges Antiblockiersystem vorgeschrieben. Ausnahmen gelten für Wettbewerbs-Enduros und Trialmaschinen. Für die Erstzulassung traten die neuen Vorschriften am 1. Januar 2017 in Kraft. Leichtkrafträder können jedoch auch mit einer Kombibremse ausgerüstet sein.
Studien aus dem Jahr 2009 gingen in Hochrechnungen davon aus, dass pro Jahr 160 Motorradfahrer weniger getötet worden wären und bis zu 6900 Motorrad-Unfälle mit Verletzungen hätten verhindert werden können, wenn die Motorräder ABS gehabt hätten. Der ADAC kritisierte damals die zu geringe Verbreitung von ABS bei Motorrädern.
Das Motorrad-ABS ist dafür ausgelegt, die Fahrstabilität bei Geradeaus-Vollbremsungen aufrechtzuerhalten. Neuere Systeme gelten als eingeschränkt kurventauglich, voll kurventaugliche Systeme sind schon weit fortgeschritten. Die Systeme sind je nach Hersteller unterschiedlich. Die Druckmodulation wird entweder über elektronisch geregelte Magnetventile (z. B. BMW, Ducati, Kawasaki, KTM, Suzuki, Yamaha), Plunger-System (BMW alt, Honda) oder Magnetsystem (Honda) vorgenommen. Auch die Regelfrequenzen sind unterschiedlich. Erste Systeme (ABS I) lagen bei maximal 7 Regelvorgängen je Sekunde, neueste Systeme erreichen 15 Regelvorgänge pro Sekunde. Unterhalb von 4 km/h (BMW, Honda etc.) bzw. 10 km/h (Honda SH 300) wird das System abgeschaltet. Hersteller von ABS sind u. a. Bosch, Nissin Kogyo, Continental-Teves, Delphi Automotive und Brembo.

### Fahrräder

Mechanismus einer 1-4-2 Safety Brake

Im Jahre 2004 stellte die Firma Biria ein Antiblockiersystem für Fahrräder vor, die 1-4-2 Safety Brake. Hier wirkt die Drehmomenten-Abstützung der Rücktrittbremse über einen Mechanismus mit Seilzug, zusätzlich zum Handbremshebel, auf die Vorderradbremse. Überbremst das Vorderrad, verliert das Hinterrad den Bodenkontakt, woraufhin das Bremsmoment am Hinterrad verloren geht und die Vorderradbremse sich lockert. Vorteil dieses Verfahrens ist, dass ohne Betätigung der Bremse keinerlei zusätzliche Fahrwiderstände auftreten und die Rücktrittbremse auf beide Bremsen wirkt. Im zugehörigen Patent ist „eine gewisse ABS-Wirkung“ beschrieben.
Die italienische Firma Brovedani hatte 1995 eine ABS-Bremse im Cantilever-Stil im Angebot. Das Prinzip ist, durch auf der Felge mitlaufende Rollen, die über einen Unwuchthebel mit dem Bremsschuh gekoppelt sind, dessen Abstand zur Felge stetig zu verändern und damit eine beschleunigungsunabhängige ABS-Wirkung zu erreichen.
Im Jahr 2018 führte Bosch ein elektronisch gesteuertes hydraulisches System für E-Bikes ein. Besonderheit ist eine zusätzliche Positionsscheibe innerhalb der Bremsscheibe sowie eine ABS Steuereinheit meist am Gabelschaft des Vorderrades. Auf rutschigem Untergrund wird ein Blockieren und Wegrutschen des Vorderrads verhindert, auf griffigem Untergrund ein Abheben des Hinterrades und Überschlagen nach vorne verhindert, insbesondere wenn der Fahrer nicht im Sattel sitzt und sich im Wiegetritt befindet.
Ferner wird bereits von Magura ein hydraulischer Bremskraftverteiler eingesetzt, der es erlaubt, auch nur bei gezogener Hinterrad Bremse zusätzliche Bremskraft über das Vorderrad einzubringen.

### Eisenbahnen
Schienenfahrzeuge sind seit mehreren Jahrzehnten mit als „Gleitschutz“ bezeichneten Systemen ausgerüstet, die ein Blockieren der Räder beim Bremsen verhindern sollen. Dies geschieht, um dadurch verursachten Schienenverschleiß und Flachstellen an den Rädern zu vermeiden.

## Vor- und Nachteile
Bei fester Fahrbahn und den üblichen Materialpaarungen (Gummi mit Asphalt/Beton) ergibt sich der kleinstmögliche Bremsweg bei noch rollendem Rad. Bei bestimmten Bedingungen (Keilbildung auf Schnee oder lockeren Sand) wird der kürzestmögliche Bremsweg mit blockierenden Rädern erreicht, jedoch geht die Lenkfähigkeit verloren. Als Bremshilfe bietet hier ABS einen Kompromiss an: Zwar kann es mit ABS zu einer Verlängerung des Bremswegs kommen, doch das Blockieren mit seinen nachteiligen Folgen wird vermieden.
Ein ähnlicher Effekt wie ABS wurde früher durch die sogenannte Stotterbremse erzielt, insbesondere auf glatten Straßen. Dabei wurde in schneller Folge das Bremspedal gedrückt und entlastet. So konnte ein Kompromiss zwischen Bremswirkung und Lenkbarkeit erzielt werden. Im Gegensatz zu modernen ABS konnte die Bremswirkung dabei nicht unterschiedlich für jedes Rad dosiert werden. Bei Fahrzeugen mit ABS ist diese Fahrtechnik hinfällig.
Vorteile (insbesondere beim Betrieb auf festem Untergrund)
- Das Fahrzeug bleibt auch bei Vollbremsungen lenkbar, so dass das Hindernis umfahren werden kann.
- Auf nassen Straßen weist das Fahrzeug ein besseres Bremsverhalten und teilweise kürzere Bremswege auf.
- Schonung der Reifen, da sich die Reifenabnutzung gleichmäßig über den Umfang verteilt. Im Gegensatz dazu kann bei einer Blockierbremsung der Reifen an einer Stelle stark abgetragen werden, wodurch Bremsplatten entstehen. Diese Reifenschäden führen unter anderem zu einem unruhigen Lauf und erhöhter Geräuschentwicklung.
- Bessere Lenkbarkeit auf unterschiedlich griffiger Fahrbahn durch Giermomentenabschwächung.
- Die Bremskraft kann radindividuell optimal gesteuert werden

Nachteile
- Auf Fahrbahnoberflächen mit losem Untergrund, wie z. B. Sand, Schotter oder Schnee kommt es ohne ABS bei blockierten Rädern zu einer Keilbildung vor dem Rad. Dieser Keil kann zu einer Verkürzung des Bremswegs führen.[39] Wird dieser Bremskeil nicht aufgebaut, erhöht sich in der Regel der Bremsweg.